# مسجد ما ديان
```
مسجد ماديان
 (
بالصينية
: 马甸清真寺) 
[
1
]
 هو 
مسجد
 في حي ماديان في مدينة 
هايديان
، التابعة إداريًا 
لبكين
، 
الصين
. بني المسجد وفق التخطيط الصيني التقليدي ذو الأفنية المعروف باسم «سي خو يوان».
[
1
]
```

## التاريخ
تم بناء المسجد في عهد الإمبراطور كانغ شي من أسرة تشينغ. خلال الثورة الثقافية، تحول المسجد إلى مصنع وأصبحت غرفة الصلاة ورشة. في عام 1982م، أعيد للمسلمين.

## عمارة المسجد
يتسع المسجد لـ 200 من المصلين ويمتد على مساحة 3800 متر مربع . تم بناؤه على الطراز المعماري الصيني للمبنى وفق التخطيط الصيني التقليدي ذو الأفنية المعروف باسم «سي خو يوان»، وبه مصلى وقاعتين للمحاضرات جنوبية وشمالية. 